# Nậm Bum
Nậm Bum là một phụ lưu ở bờ trái sông Đà, chảy ở huyện Mường Tè tỉnh Lai Châu, Việt Nam.
Nậm Bum dài chừng 35 km, diện tích lưu vực cỡ 155 Km².

## Dòng chảy
Nậm Bum bắt nguồn từ hợp lưu nhiều suối ở dãy núi tại biên giới Việt - Trung, ở địa phận xã Hua Bum huyện Nậm Nhùn, chảy theo hướng nam là chính 22°26′3″B 103°0′30″Đ / 22,43417°B 103,00833°Đ.
Dòng chính chảy từ thung lũng xã Hua Bum 22°23′53″B 102°58′31″Đ / 22,398087°B 102,975261°Đ theo hướng tây, qua các xã Bum Nưa, và thị trấn Mường Tè 22°23′03″B 102°48′06″Đ / 22,384189°B 102,801612°Đ rồi đổ vào sông Đà.

## Thủy điện
Trên dòng Nậm Bum từ năm 2018 bắt đầu xây dựng các thủy điện, với tên gọi dự án là Thủy điện Nậm Bụm, nhưng một số văn liệu của tỉnh viết là Thủy điện Nậm Bum.
- Thủy điện Nậm Bụm 1 có công suất lắp máy 2 x 8 MW, sản lượng điện hàng năm 56,85 triệu KWh, tại xã Hua Bum huyện Nậm Nhùn, khởi công tháng 11/2018, dự kiến hoàn thành quý 1/2020. 22°24′17″B 102°58′56″Đ / 22,404835°B 102,982097°Đ[5]
- Thủy điện Nậm Bụm 2 có công suất lắp máy 2 x 12,5 MW, sản lượng điện hàng năm 85,2 triệu KWh, tại bản Nà Hừ xã Bum Nưa huyện Mường Tè, khởi công quý 4/2019, dự kiến hoàn thành quý 1/2021. 22°22′27″B 102°51′23″Đ / 22,374033°B 102,856309°Đ[6]

## Chỉ dẫn
1. ↑  Trong tiếng Thái-Tày "Nậm" có nghĩa là nước, sông, suối.